# Groene klauwiervireo
De groene klauwiervireo (Vireolanius pulchellus) is een zangvogel uit de familie Vireonidae (vireo's).

## Verspreiding en leefgebied
Deze soort telt 4 ondersoorten:
- V. p. ramosi: van zuidelijk Veracruz en oostelijk Oaxaca tot noordelijk Yucatán (zuidoostelijk Mexico).
- V. p. pulchellus: van zuidelijk Yucatán, Guatemala en Belize tot noordelijk Nicaragua.
- V. p. verticalis: oostelijk Nicaragua, Costa Rica en westelijk Panama.
- V. p. viridiceps: centraal Panama.